# يوسف أبو طالب
يوسف أبو طالب (بالإنجليزية: Yousef Abu-Taleb)‏ هو ممثل ومنتج أفلام أمريكي من أصل أردني. ولد في مقاطعة أرلنغتون ونشأ فيها ثم انتقل إلى لوس أنجلوس وكاليفورنيا.

## روابط خارجية
- يوسف أبو طالب على موقع IMDb (الإنجليزية)
- يوسف أبو طالب على موقع أول موفي (الإنجليزية)
- يوسف أبو طالب على موقع قاعدة بيانات الفيلم (الإنجليزية)